# Gortyna fortis
Gortyna fortis är en fjärilsart som beskrevs av Butler 1878. Gortyna fortis ingår i släktet Gortyna och familjen nattflyn. Inga underarter finns listade i Catalogue of Life.